# Celestyn I
Celestyn I (ur. w Rzymie, zm. 27 lipca 432) – święty Kościoła katolickiego i Cerkwi prawosławnej, 43. papież w czasie od 10 września 422 do 27 lipca 432.

## Życiorys
Był Rzymianinem, synem Priscusa. Podczas jego pontyfikatu ogłoszono, w czasie soboru w Efezie, dogmat o Bożym Macierzyństwie Najświętszej Maryi Panny.
Gorliwy rzecznik Kościoła Powszechnego, żył w czasie panowania cesarza Teodozjusza II (408-450). Otrzymał dobre wykształcenie, doskonale znał filozofię, wytrwale studiował Pismo Święte i rozmyślał nad teologią. Uczciwe życie świętego i jego autorytet jako teologa zaowocowały szacunkiem i miłością wśród duchowieństwa i laików.
Występował przeciwko herezji pelagiańskiej i w tym celu prowadził działania dyplomatyczne na dworze cesarskim, wysłał do Brytanii św. Lupusa i św. Germana, a do Irlandii Palladiusza w celu przeprowadzenia ewangelizacji. Prowadził też działania na rzecz zażegnania konfliktów w obrębie episkopatu afrykańskiego. Zwołał (w 430 roku) w Rzymie synod. Zażądał od Nestoriusza potępienia pelagianizmu. Cyryl Aleksandryjski, powołany przez papieża na jego przedstawiciela na Wschodzie przewodniczył później (431) soborowi w Efezie. Błędy tego soboru zostały przez Celestyna potępione. Papież Celestyn wystąpił w tej kwestii do Teodozjusza II, a od Maksymiana zażądał podjęcia działań dla przywrócenia pokoju od konfliktów na tle religijnych na wschodzie.
Jego działalność apostolska znalazła odzwierciedlenie w bogatej spuściźnie epistolograficznej (pozostało  po nim 16 listów).
Jego wspomnienie obchodzono 6 kwietnia, obecnie zgodnie ze złotą regułą dniem wspomnienia świętego jest dzień śmierci dies natalis – dzień narodzin dla nieba – 27 lipca. Cerkiew prawosławna czci go 8 kwietnia.
Pochowany w katakumbach Pryscylli przy Via Salaria.